# Prótesis visual
Una prótesis visual, muchas veces referido a ojo robótico es un dispositivo experimental visual destinado a restaurar la visión funcional en personas con ceguera parcial o total. Se han desarrollado muchos dispositivos, normalmente siguiendo el modelo de los implantes cocleares o los dispositivos de oído biónico, un tipo de prótesis neural en uso desde mediados de los años ochenta. La idea de utilizar corriente eléctrica (por ejemplo, estimulando eléctricamente la retina o el córtex visual) para proporcionar visión se remonta al siglo XVIII, y fue comentada por Benjamin Franklin, Tiberius Cavallo, y Charles LeRoy.

## Consideraciones biológicas
La capacidad de devolver la vista a una persona ciega mediante un ojo biónico depende de las circunstancias que rodean la pérdida de visión. En el caso de las prótesis de retina, que son las prótesis visuales más frecuentes que se están desarrollando (debido a la facilidad de acceso a la retina, entre otras consideraciones), los pacientes con pérdida de visión por degeneración de los fotorreceptores (retinosis pigmentaria, coroideremia, degeneración macular por atrofia geográfica) son los mejores candidatos para el tratamiento. Los candidatos a implantes de prótesis visuales encuentran el procedimiento más exitoso si el nervio óptico se desarrolló antes de la aparición de la ceguera. Las personas que nacen con ceguera pueden carecer de un nervio óptico completamente desarrollado, que suele desarrollarse antes del nacimiento.

## Consideraciones tecnológicas
Las prótesis visuales se están desarrollando como una ayuda potencialmente valiosa para las personas con degradación visual. Solo tres dispositivos protésicos visuales han recibido la aprobación de comercialización en la UE. Argus II, codesarrollado en el Instituto Oftalmológico de la Universidad del Sur de California (USC) y fabricado por Second Sight Medical Products Inc, fue el primer dispositivo que recibió la aprobación de comercialización (Marca CE en Europa en 2011). La mayoría de las demás investigaciones siguen en fase de investigación; el Alpha IMS de Retina Implant AG obtuvo la marca CE en julio de 2013 y supone una mejora significativa de la resolución. Sin embargo, no está aprobado por la FDA en Estados Unidos.

## Proyectos en curso

### Prótesis de retina Argus
La prótesis de retina Argus es un implante retinal electrónico producido por la empresa Second Sight, está diseñado principalmente para mejorar la visión de las personas con casos graves de la enfermedad retinosis pigmentaria. 
Mark Humayun, que se incorporó al cuerpo docente del Departamento de Oftalmología de la Facultad de Medicina Keck de la USC en 2001; Eugene Dejuan, actualmente en la Universidad de California San Francisco; el ingeniero Howard D. Phillips; el ingeniero bioelectrónico Wentai Liu, actualmente en la Universidad de California Los Ángeles; y Robert Greenberg, actualmente de Second Sight, fueron los inventores originales de la prótesis epi-retiniana activa y demostraron la prueba de principio en investigaciones con pacientes agudos en la Universidad Johns Hopkins a principios de los años noventa. A finales de los noventa, Greenberg creó la empresa Second Sight junto con el empresario de dispositivos médicos Alfred E. Mann.: 35
Su implante de primera generación tenía 16 electrodos y fue implantado en seis sujetos por Humayun en la Universidad del Sur de California entre 2002 y 2004: 35 En 2007, la empresa inició un ensayo de su implante de segunda generación con 60 electrodos, denominado Argus II, en EE. UU. y Europa. En total, 30 sujetos participaron en los estudios en 10 centros de cuatro países. En la primavera de 2011, sobre la base de los resultados del estudio clínico que se publicaron en 2012, Argus II fue aprobado para su uso comercial en Europa, y Second Sight lanzó el producto más tarde ese mismo año. El Argus II fue aprobado por la FDA de Estados Unidos el 14 de febrero de 2013. Tres agencias de financiación del gobierno estadounidense (Instituto Nacional del Ojo, Departamento de Energía y Fundación Nacional de la Ciencia) han apoyado el trabajo en Second Sight, USC, UCSC, Caltech y otros laboratorios de investigación.

### Prótesis visual basada en microsistemas (MIVP)
Diseñada por Claude Veraart en la Universidad de Lovaina en 2002, se trata de un electrodo en forma de manguito en espiral alrededor del nervio óptico, en la parte posterior del ojo. Está conectado a un estimulador implantado en una pequeña depresión del cráneo. El estimulador recibe señales de una cámara externa, que se traducen en señales eléctricas que estimulan directamente el nervio óptico.

### Telescopio en miniatura implantable
Aunque no es realmente una prótesis activa, un telescopio en miniatura implantable es un tipo de implante visual que ha tenido cierto éxito en el tratamiento de la degeneración macular asociada a la edad en fase terminal. Este tipo de dispositivo se implanta en la cámara posterior del ojo y funciona aumentando (unas tres veces) el tamaño de la imagen proyectada en la retina para superar un escotoma o punto ciego situado en el centro.
Creado por VisionCare Ophthalmic Technologies junto con el Programa de Tratamiento CentraSight en 2011, el telescopio tiene el tamaño aproximado de un guisante y se implanta detrás del iris de un ojo. Las imágenes se proyectan en las zonas sanas de la retina central, fuera de la mácula degenerada, y se amplía para reducir el efecto que el punto ciego tiene en la visión central. Los aumentos de 2,2x o 2,7x permiten ver o discernir el objeto de interés de la visión central mientras se utiliza el otro ojo para la visión periférica, ya que el ojo que tiene el implante tendrá limitada la visión periférica como efecto secundario. A diferencia de un telescopio que se llevaría en la mano, el implante se mueve con el ojo, lo que constituye su principal ventaja. No obstante, es posible que los pacientes que utilicen el dispositivo sigan necesitando gafas para una visión óptima y para trabajar de cerca. Antes de la intervención, los pacientes deben probar primero un telescopio manual para ver si se benefician de la ampliación de la imagen. Uno de los principales inconvenientes es que no puede utilizarse en pacientes operados de cataratas, ya que la lente intraocular obstruiría la inserción del telescopio. También requiere una gran incisión en la córnea para insertarlo.
Una revisión sistemática Cochrane que buscaba evaluar la eficacia y la seguridad del telescopio en miniatura implantable para pacientes con degeneración macular asociada a la edad tardía o avanzada sólo encontró un estudio en curso que evaluaba el telescopio intraocular OriLens, cuyos resultados se esperaban para 2020.

### Proyecto MPDA Alpha IMS de Tubinga
En 1995, Eberhart Zrenner formó un equipo del sur de Alemania dirigido por el Hospital Oftalmológico Universitario de Tubinga para desarrollar una prótesis subretiniana.  
El chip se sitúa detrás de la retina y utiliza matrices de microfotodiodos (MPDA) que recogen la luz incidente y la transforman en corriente eléctrica que estimula las células ganglionares de la retina. Como los fotorreceptores naturales son mucho más eficaces que los fotodiodos, la luz visible no es lo bastante potente para estimular los MPDA. Por eso se utiliza una fuente de alimentación externa para aumentar la corriente de estimulación. El equipo alemán comenzó los experimentos in vivo en 2000, cuando se midieron los potenciales corticales evocados de micropigs y conejos yucatecos. 
A los 14 meses de la implantación, se examinaron el implante y la retina que lo rodeaba y no se observaron cambios apreciables en la integridad anatómica. Los implantes lograron producir potenciales corticales evocados en la mitad de los animales probados. Los umbrales identificados en este estudio eran similares a los requeridos en la estimulación epirretiniana. Informes posteriores de este grupo se refieren a los resultados de un estudio clínico piloto en 11 participantes con retinosis pigmentaria. Algunos pacientes ciegos fueron capaces de leer letras, reconocer objetos desconocidos, localizar un plato, una taza y cubiertos. Se descubrió que dos de los pacientes realizaban microsacadas similares a las de los participantes de control sanos, y las propiedades de los movimientos oculares dependían de los estímulos que estaban viendo los pacientes, lo que sugiere que los movimientos oculares podrían ser medidas útiles para evaluar la visión restaurada mediante implantes. El estudio multicéntrico comenzó en 2010, utilizando un dispositivo totalmente implantable con 1500 electrodos Alpha IMS (producido por Retina Implant AG, Reutlingen, Alemania), con 10 pacientes incluidos; los resultados preliminares se presentaron en ARVO 2011. Las primeras implantaciones en el Reino Unido tuvieron lugar en marzo de 2012 y fueron dirigidas por Robert MacLaren en la Universidad de Oxford y Tim Jackson en el King's College Hospital de Londres. David Wong también implantó el dispositivo de Tübingen en un paciente de Hong Kong.
El 19 de marzo de 2019 Retina Implant AG interrumpió sus actividades comerciales citando el clima hostil a la innovación de la rígida normativa europea y los resultados insatisfactorios en pacientes.

### Implante de retina de Harvard/MIT
Joseph Rizzo y John Wyatt, del Massachusetts Eye and Ear Infirmary y el MIT, empezaron a investigar la viabilidad de una prótesis de retina en 1989 y realizaron varios ensayos de prueba de concepto de estimulación epirretiniana en voluntarios ciegos entre 1998 y 2000. Desde entonces han desarrollado un estimulador subretiniano, una matriz de electrodos que se coloca bajo la retina, en el espacio subretiniano, y recibe señales de imagen emitidas por una cámara montada en unas gafas. El chip estimulador descodifica la información de la imagen emitida por la cámara y estimula en consecuencia las células ganglionares de la retina. Su prótesis de segunda generación recoge datos y los envía al implante a través de campos de radiofrecuencia procedentes de bobinas transmisoras montadas en las gafas. Una bobina receptora secundaria se sutura alrededor del iris.

### Retina artificial de silicio (ASR)
Los hermanos Alan Chow y Vincent Chow desarrollaron en 2002 un microchip con 3.500 fotodiodos que detectan la luz y la convierten en impulsos eléctricos que estimulan las células ganglionares de la retina sana. El ASR no requiere ningún dispositivo externo.
La Optobionics Corp. original cesó sus operaciones, pero Chow adquirió el nombre de Optobionics, los implantes ASR y planeaba reorganizar una nueva empresa con el mismo nombre. El microchip ASR es un chip de silicio de 2 mm de diámetro (el mismo concepto que los chips de ordenador) que contiene ~5.000 células solares microscópicas llamadas "microfotodiodos" que tienen cada una su propio electrodo estimulador.

### Prótesis de retina fotovoltaica (PRIMA)
Daniel Palanker y su grupo de la Universidad de Stanford desarrollaron en 2012 una prótesis de retina fotovoltaica, que incluye un conjunto de fotodiodos subretinianos y un sistema de proyección de imágenes infrarrojas montado en gafas de vídeo. Las imágenes captadas por la cámara de vídeo se procesan en un ordenador de bolsillo y se muestran en las gafas de vídeo mediante luz infrarroja cercana (IR, 880-915 nm) pulsada. Estas imágenes se proyectan en la retina a través de la óptica natural del ojo, y los fotodiodos del implante subretiniano convierten la luz en corriente eléctrica pulsada bifásica en cada píxel. La corriente eléctrica que fluye por el tejido entre el electrodo activo y el de retorno de cada píxel estimula las neuronas retinianas internas cercanas, principalmente las células bipolares, que transmiten respuestas excitatorias a las células ganglionares de la retina. Esta tecnología está siendo comercializada por Pixium Vision (PRIMA), y estaba siendo evaluada en un ensayo clínico (2018). Tras esta prueba de concepto, el grupo de Palanker se centra ahora en desarrollar píxeles de menos de 50μm utilizando electrodos tridimensionales y aprovechando el efecto de la migración de la retina a los huecos del implante subretiniano.

### Tecnologías de visión biónica (BVT)
Bionic Vision Technologies (BVT) es una empresa que ha asumido los derechos de investigación y comercialización de Bionic Vision Australia (BVA). BVA era un consorcio de algunas de las principales universidades e institutos de investigación de Australia, y financiado por el Consejo Australiano de Investigación desde 2010, cesó sus operaciones el 31 de diciembre de 2016. Los miembros del consorcio eran Bionics Institute, UNSW Sydney, Data 61 CSRIO, Center for Eye Research Australia (CERA) y la universidad de Melbourne. También había muchos más socios. El Gobierno federal australiano concedió una subvención ARC de 42 millones de dólares a Bionic Vision Australia para desarrollar tecnología de visión biónica.
Mientras el consorcio BVA seguía unido, el equipo estaba dirigido por el profesor Anthony Burkitt, y estaban desarrollando dos prótesis de retina. Una conocida como el dispositivo Wide-View, que combinaba tecnologías novedosas con materiales que se habían utilizado con éxito en otros implantes clínicos. Este enfoque incorporaba un microchip con 98 electrodos estimuladores y pretendía proporcionar una mayor movilidad a los pacientes para ayudarles a moverse con seguridad en su entorno. Este implante se colocaría en el espacio supracoroideo. Los investigadores esperaban que las primeras pruebas en pacientes comenzaran con este dispositivo en 2013, actualmente se desconoce si se llevaron a cabo ensayos completos, pero al menos una mujer llamada Dianne Ashworth fue implantada con el dispositivo, y fue capaz de leer letras y números usándolo, más tarde pasó a escribir un libro titulado "I Spy with My Bionic Eye", sobre su vida, la pérdida de visión, y ser la primera persona en ser implantada con el BVA, dispositivo Bionic Eye. 
Al mismo tiempo, BVA desarrollaba el dispositivo High-Acuity, que incorporaba una serie de nuevas tecnologías para reunir un microchip y un implante con 1024 electrodos. El objetivo del dispositivo era proporcionar visión central funcional para ayudar en tareas como el reconocimiento facial y la lectura de letra grande. Este implante de alta agudeza se insertaría por vía epirretiniana. Estaba previsto realizar pruebas en pacientes con este dispositivo en 2014, una vez concluidas las pruebas preclínicas; se desconoce si estos ensayos llegaron a realizarse.
Los pacientes con retinosis pigmentaria iban a ser los primeros en participar en los estudios, seguidos de los de degeneración macular asociada a la edad. Cada prototipo consistía en una cámara, sujeta a unas gafas que enviaban la señal al microchip implantado, donde se convertía en impulsos eléctricos para estimular las neuronas sanas que quedaban en la retina. A continuación, esta información se transmitía al nervio óptico y a los centros de procesamiento de la visión del cerebro. 
El 2 de enero de 2019, BVT dio a conocer los resultados positivos de un conjunto de ensayos realizados en cuatro australianos con una nueva versión del dispositivo. Las versiones anteriores del dispositivo solo estaban diseñadas para utilizarse temporalmente, pero el nuevo diseño permitía utilizar la tecnología de forma constante y, por primera vez fuera del laboratorio, incluso llevársela a casa. A lo largo de 2019 se administrarían más implantes.
Según las hojas informativas fechadas en marzo de 2019 en el sitio web de BVT, esperaban que el dispositivo obtuviese la aprobación del mercado en un plazo de 3 a 5 años.

### Ojo Dobelle
Funcionamiento similar al dispositivo de Harvard/MIT, salvo que el chip estimulador se sitúa en la corteza visual primaria, en lugar de en la retina. Se ha implantado a muchos sujetos con un alto índice de éxito y escasos efectos negativos. El proyecto se inició en 2002 y aún estaba en fase de desarrollo. A la muerte de Dobelle, se desestimó la venta del ojo con fines lucrativos en favor de su donación a un equipo de investigación financiado con fondos públicos.

### Prótesis visual intracortical
El Laboratorio de Prótesis Neuronales del Instituto de Tecnología de Illinois (IIT), en Chicago, empezó a desarrollar en 2009 una prótesis visual que utiliza matrices de electrodos intracorticales. Aunque en principio es similar al sistema Dobelle, el uso de electrodos intracorticales permite aumentar considerablemente la resolución espacial de las señales de estimulación (más electrodos por unidad de superficie). Además, se está desarrollando un sistema de telemetría inalámbrica para eliminar la necesidad de cables transcraneales. En la corteza visual, situada en el lóbulo occipital del cerebro, se implantarán matrices de electrodos recubiertos de una película de óxido de iridio activado (AIROF). Un hardware externo captará las imágenes, las procesará y generará instrucciones que se transmitirán a los circuitos implantados a través de un enlace telemétrico. Los circuitos descodificarán las instrucciones y estimularán los electrodos, estimulando a su vez el córtex visual. El grupo está desarrollando un sistema externo portátil de captura y procesamiento de imágenes que acompañará a los circuitos implantados. Se están realizando estudios en animales y estudios psicofísicos en humanos para comprobar la viabilidad de un implante en voluntarios humanos.
Stephen Macknik y Susana Martínez-Conde, del SUNY Downstate Medical Center, también están desarrollando una prótesis visual intracortical, denominada OBServe. El sistema previsto utilizará una matriz de LED, una cámara de vídeo, optogenética, transfección de virus adenoasociados y seguimiento ocular. Actualmente se están desarrollando y probando los componentes en animales.